# Lista de episódios de A Diarista
A seguir se apresenta a lista de episódios de A Diarista, uma série de televisão brasileira transmitida pela Rede Globo. A série estreou em 21 de dezembro de 2003 e terminou em 31 de julho de 2007, compreendendo 121 episódios distribuídos em quatro temporadas.

## Resumo
| Temporada | Temporada              | Episódios | Exibição Original    | Exibição Original      |
| Temporada | Temporada              | Episódios | Estreia de temporada | Final de temporada     |
| --------- | ---------------------- | --------- | -------------------- | ---------------------- |
|           | Especial de fim de ano |           |                      |                        |
|           | 1ª                     | 37        | 13 de abril de 2004  | 21 de dezembro de 2004 |
|           | 2ª                     | 36        | 5 de abril de 2005   | 20 de dezembro de 2005 |
|           | 3ª                     | 31        | 4 de abril de 2006   | 19 de dezembro de 2006 |
|           | 4ª                     | 15        | 10 de abril de 2007  | 31 de julho de 2007    |

## Especial de fim de ano
| # | # | Título       | Direção          | Exibição original      |
| --- | - | ------------ | ---------------- | ---------------------- |
| – | – | "A Diarista" | Cininha de Paula | 21 de dezembro de 2003 |
| Marinete (Cláudia Rodrigues) está de caso com Valdir (Ailton Graça), mas ela é linha dura e eles discutem em plena estação de trem. Revoltada, a diarista segue para a casa da primeira cliente, que conhece apenas pelos bilhetes com recados que ela deixa pendurados. Lá, Marinete coloca a casa em ordem, mas não desgruda de seu celular para desabafar com sua amiga Solineuza (Dira Paes). A saga de faxinas continua, e Nete chega ao prédio de dona Aline (Marisa Orth). Na portaria, um recado da patroa: subir com os óculos que Bruno (Ernesto Piccolo) deixou no carro. Mas a diarista encontra uma calcinha vermelha esquecida no automóvel e resolve levar para Aline, acreditando ser dela. A doméstica não imaginava que a peça não era da patroa e que causaria o término do casal. Para encerrar o dia, Marinete chega ao apartamento do músico Thiago (Cássio Gabus Mendes), patrão com quem ela vive tendo desentendimentos, mas por quem tem grande carinho e o incentiva a procurar um par ideal. |   |              |                  |                        |

## Temporadas

### 2004: Primeira temporada
| # | #  | Título                              | Direção               | Exibição original      |
| --- | -- | ----------------------------------- | --------------------- | ---------------------- |
| 1 | 1  | "Do Lixo Ao Luxo"                   | José Alvarenga Júnior | 13 de abril de 2004    |
| Marinete vai trabalhar na casa de um artista plástico (Miguel Magno), e acidentalmente joga fora uma escultura que valeria uma fortuna. Enquanto isso, Solineuza quer provar para Nete que seu namorado Valdeir (Marcelo Mello) a trai, então Marinete marca um encontro com ele. Mas ela não sabia que ele iria posar nu para seu patrão fazer uma pintura dele. Marinete tenta também refazer a escultura, com a ajuda de Dalila (Cláudia Mello) que vale mais ainda do que seu patrão iria cobrar. Quem aparece também no episódio é o marchand Leopoldo (Sérgio Mamberti) e a modelo de nudismo Zuzu (Beth Lamas). |    |                                     |                       |                        |
| 2 | 2  | "Valha-me Deus"                     | José Alvarenga Júnior | 20 de abril de 2004    |
| Enquanto Marinete vai para a casa da patroa, ela pega carona no táxi de Ideílson Freitas (Lucci Ferreira), e logo se encanta por ele. Logo depois, pega outra carona, mas é com seu irmão gêmeo, Adeílson, um ranzinza, que gera a maior confusão. A missão da diarista é buscar a mãe de sua patroa Regina (Beth Goulart) no aeroporto, mas quando Marinete chega lá, acaba derrubando as placas e troca uma mãe pela outra! A mãe de sua patroa, Dolores (Miriam Pires) acaba indo parar num asilo, enquanto a mãe falsa, Neném (Laura Cardoso) vai parar na casa de Regina. Com a ajuda de Solineuza, ela consegue desarmar o mal-entendido. |    |                                     |                       |                        |
| 3 | 3  | "Isso não está me cheirando bem"    | José Alvarenga Júnior | 27 de abril de 2004    |
| Marinete, com a ajuda de Solineuza, faz uma festa surpresa para seu recém-namorado Aristeu (Lui Mendes) e é traída no dia da festa. No dia seguinte, vai trabalhar para a doutora Clara (Gisele Fróes), psicóloga, que é alérgica ao aerossol que Marinete borrifa no consultório. Logo depois, chega Lucília (Maria Luísa Mendonça), que acha que seu marido Romeu (Evandro Mesquita) está a traindo, e pede para a diarista investigar o caso. Enquanto vai ao motel que Romeu entra, Nete encontra Mossoró (Xando Graça) que pensa que ela é uma garota de programa. |    |                                     |                       |                        |
| 4 | 4  | "Sua Excelência, o ócio"            | José Alvarenga Júnior | 4 de maio de 2004      |
| Depois de acordar na mesma cama que Dalila, Marinete vai trabalhar na casa de um político (Ricardo Pavão), que manda seu assessor Arajur (Ernesto Piccolo) dizer que ela tem que ir para o ócio: fazer nada. Marinete volta na casa um tempo depois e seu patrão dá a mesma ordem, mas Nete não foi para o ócio! Marinete acabou se metendo em várias confusões e acaba indo parar na mesma delegacia mais de duas vezes no mesmo dia. Ela encontra uma senhora (Patrícia Travassos) que deixa seu cão defecando na rua, um pastor (Aramis Trindade) que a incomoda na praça, e ainda conhece o ator Vladimir Brichta. O delegado (André Mattos), ao final do dia, está de saco cheio de Marinete. |    |                                     |                       |                        |
| 5 | 5  | "Mulheres que enchem o saco demais" | José Alvarenga Júnior | 11 de maio de 2004     |
| Marinete vai trabalhar na casa de uma patroa insegura, e, depois de conversar com o médico (Duda Mamberti), descobre que a dona Pinky (Lília Cabral) que depois que se separou do marido, Benito (Humberto Martins), quer a todo custo se reconciliar com ele. Mas Nete vai contar com Solineuza e seu namorado Valdir para ajudar a tentar reconciliar o casal. |    |                                     |                       |                        |
| 6 | 6  | "Estresse pouco é bobagem"          | José Alvarenga Júnior | 18 de maio de 2004     |
| O cabelo de Marinete começa a cair bem no dia que ela tem um encontro com Freitas (Lucci Ferreira) e ela descobre que tem estresse depois de ver um comercial na televisão. |    |                                     |                       |                        |
| 7 | 7  | "Réquiem para uma diarista"         | José Alvarenga Júnior | 25 de maio de 2004     |
| Marinete vai trabalhar num cemitério, e quando dois rapazes estavam trazendo caixões, Marinete acidentalmente troca as defuntas. |    |                                     |                       |                        |
| 8 | 8  | "Num piscar de olhos"               | José Alvarenga Júnior | 1 de junho de 2004     |
| Dalila avisa para Marinete que a vida dela mudaria num piscar de olhos. Mas esse piscar de olhos não quer dizer que a vida de Nete mudou rápido, e sim num piscar de olhos mesmo: Ao trabalhar para um patrão com tique que piscava sem parar, marinete também pega tique e se mete em várias confusões. |    |                                     |                       |                        |
| 9 | 9  | "O spa"                             | José Alvarenga Júnior | 8 de junho de 2004     |
| Marinete vai trabalhar num spa. Marinete achava que era um daqueles com massagem, banho com rosas, mas não: é um spa para obesos se tratarem. E Nete acaba encontrando Dalila por lá. |    |                                     |                       |                        |
| 10 | 10 | "Parece mas não é"                  | José Alvarenga Júnior | 15 de junho de 2004    |
| Marinete vai trabalhar na casa de uma velha patroa, mas o filho dela acaba querendo namorar Marinete. Enquanto isso, Marinete encontra uma sósia dela chamada Maria Elizabeth, e troca de identidade com ela. |    |                                     |                       |                        |
| 11 | 11 | "Quem vai ficar com Marinete?"      | José Alvarenga Júnior | 22 de junho de 2004    |
| Marinete é disputada por patroas diferentes e causa muita confusão na família de ambas as patroas. |    |                                     |                       |                        |
| 12 | 12 | "Aquele da visita da mãe"           | José Alvarenga Júnior | 29 de junho de 2004    |
| Inesperadamente, a mãe de Marinete aparece para visitá-la. |    |                                     |                       |                        |
| 13 | 13 | "O Japão nosso de cada dia"         | José Alvarenga Júnior | 6 de julho de 2004     |
| Seu Figueira arranja trabalho internacional para Marinete: Ela tem que fazer diária para uma família de gringos, e ele diz que ela tem que estudar inglês. Mas ao chegar na casa, Marinete acaba encontrando uma família de japoneses! |    |                                     |                       |                        |
| 14 | 14 | "Será que ela é?"                   | José Alvarenga Júnior | 13 de julho de 2004    |
| Marinete vai trabalhar na casa de uma atriz que odeia o ex-namorado. O ex então aparece inesperadamente e, a atriz para se livrar do ex-namorado rapidamente, finge que Marinete é a sua nova mulher. |    |                                     |                       |                        |
| 15 | 15 | "Mata o veio"                       | José Alvarenga Júnior | 20 de julho de 2004    |
| Marinete se mete numa fria! Ela vai trabalhar numa casa de um idoso (Ary Fontoura) que está na mira de dois vigaristas. Marinete terá muito trabalho para se livrar do plano e salvar o velho! |    |                                     |                       |                        |
| 16 | 16 | "Embarazada"                        | José Alvarenga Júnior | 27 de julho de 2004    |
| Marinete vai trabalhar na casa de um gay, que recebe uma carta de sua mãe, que quer conhecer a esposa dele. Acaba sobrando para Marinete! |    |                                     |                       |                        |
| 17 | 17 | "Aquele do hospital"                | José Alvarenga Júnior | 3 de agosto de 2004    |
| Marinete vai faxinar um hospital e apronta muita confusão, e tem uma regra: nada de sangue. Com a correria, ela descobre que Solineuza está no hospital e que vão operá-la. |    |                                     |                       |                        |
| 18 | 18 | "Fama, mesa e banho"                | José Alvarenga Júnior | 10 de agosto de 2004   |
| Marinete vai trabalhar na casa de ninguém mais, ninguém menos que Fábio Júnior! |    |                                     |                       |                        |
| 19 | 19 | "Emergente como a gente"            | José Alvarenga Júnior | 17 de agosto de 2004   |
| Marinete vai trabalhar em casa de ricaço, e lá encontra um primo distante que diz que ficou rico. Mas Marinete não desconfia que a mulher que tinha aparecido com uma espingarda era a verdadeira patroa, e Nete acidentalmente a tranca no quarto. |    |                                     |                       |                        |
| 20 | 20 | "Aquele com os loucos"              | José Alvarenga Júnior | 24 de agosto de 2004   |
| Marinete é enganada por Seu Figueira. Ele diz que ela vai trabalhar num hospital de gente fina, mas esse hospital na verdade é um hospício! |    |                                     |                       |                        |
| 21 | 21 | "Cabelo programado"                 | José Alvarenga Júnior | 31 de agosto de 2004   |
| Marinete precisa ser madrinha de um casamento e para isso precisa estar com o cabelo nos trinques, mas Solineuza acidentalmente coloca o dinheiro que Marinete iria usar para pagar o tratamento no correio, justo quando faltava um dia para o casamento. |    |                                     |                       |                        |
| 22 | 22 | "Aquele com as algemas"             | José Alvarenga Júnior | 7 de setembro de 2004  |
| Marinete vai trabalhar na casa de Dona Juliana, que tem um marido que é detetive, e encontra no armário dele algemas de policial. Mas ela encontra a outra diarista Gislene (Renata Castro Barbosa), que acidentalmente fica algemada com Marinete, e no decorrer do episódio, desenvolve uma grande rivalidade com Nete. |    |                                     |                       |                        |
| 23 | 23 | "Aquele da volta da sósia"          | José Alvarenga Júnior | 14 de setembro de 2004 |
| Maria Elizabeth volta e troca novamente de identidade com Marinete para ir até um jantar chique. A partir daí, as confusões não param! Por exemplo, Maria Elizabeth foi convidada para um forró com o ex da Marinete, Valdir; no jantar que a Marinete foi conheceu Sofia (Daniela Escobar) e o francês Joan Pierre (Odilon Wagner), Na hora do jantar a Marinete vai ao banheiro moderno e quando acaba de lavar a mão a torneira não desligava, e alagou o banheiro todo. No forró, Maria Elizabeth vai ao banheiro e fica com nojo, usando o papel higiênico e estranha a água que sai da torneira. E Marinete percebe que Maria Elizabeth saiu com o seu ex-marido. Marinete vai pro forró, Joan Pierre e Sofia acompanham ela também. Quando chega ao forró encontra com a Solineuza, que vai pro banheiro. Marinete vai atrás dela e se desabafa juntas e as sósias se encontram. |    |                                     |                       |                        |
| 24 | 24 | "Aquele com os adolescentes"        | José Alvarenga Júnior | 21 de setembro de 2004 |
| Marinete vai trabalhar na casa de uma patroa que sai, e deixa Nete cuidando de seus filhos adolescentes! |    |                                     |                       |                        |
| 25 | 25 | "Baixa costura"                     | José Alvarenga Júnior | 28 de setembro de 2004 |
| Marinete vai trabalhar na casa de uma estilista famosa, e acidentalmente empresta o vestido que seria usado no maior desfile da carreira da modelo, para Solineuza. |    |                                     |                       |                        |
| 26 | 26 | "Separações"                        | José Alvarenga Júnior | 5 de outubro de 2004   |
| Marinete vai trabalhar na casa de uma patroa divorciada e acaba deixando as coisas mais complicadas ainda! |    |                                     |                       |                        |
| 27 | 27 | "O dia das crianças"                | José Alvarenga Júnior | 12 de outubro de 2004  |
| Marinete vai trabalhar numa casa com uma galera que está se preparando para a peça Chapeuzinho Vermelho, comemorando o aniversário de uma garota. Mas a protagonista engasga e o papel de Chapeuzinho Vermelho acaba indo para Marinete. |    |                                     |                       |                        |
| 28 | 28 | "Aquele das termas"                 | José Alvarenga Júnior | 19 de outubro de 2004  |
| Marinete ganha duas diárias: uma é para o apartamento de um síndico de um prédio que mais parece sargento de quartel, e a outra era para ser em um salão de beleza, mas Marinete acaba se enganando e vai parar numa boate de prostituição. |    |                                     |                       |                        |
| 29 | 29 | "Aquele da cadela"                  | José Alvarenga Júnior | 26 de outubro de 2004  |
| Marinete vai trabalhar na casa de uma velha amiga de infância que enriqueceu e se casou com um gringo. Mas quando Marinete chega na casa, ela achou que era para cuidar de uma senhora, mas era para cuidar de uma cadela. |    |                                     |                       |                        |
| 30 | 30 | "Família Dó-ré-Hippie"              | José Alvarenga Júnior | 2 de novembro de 2004  |
| Marinete fica um final de semana com uma família. O que ela achava que era uma daquelas famílias normais que moram em sítios, é uma família hippie, com até pratos vegetais sem uma gota de carne e tudo! |    |                                     |                       |                        |
| 31 | 31 | "Aquele do supermercado"            | José Alvarenga Júnior | 9 de novembro de 2004  |
| Marinete vai fazer compras para sua patroa num supermercado, e acaba encontrando a bigoduda da Gislene de novo! |    |                                     |                       |                        |
| 32 | 32 | "Aquele do dia da fúria"            | José Alvarenga Júnior | 16 de novembro de 2004 |
| Marinete tem uma insônia por causa de um baile funk ao lado de sua casa e, quando vai dormir, é acordada pelo homem da pamonha e imagina que destrói o carro dele. Depois, ela tem que pagar sua conta de gás no banco, mas na hora que ia pagar, o caixa sai para almoçar e ela imagina que bate nele. Ela ainda recebe uma cantada de um pipoqueiro, para três pontos depois de seu destino, sua pintura do Fábio Júnior é destruída, seu cartão fica preso dentro do caixa eletrônico, e em todas as vezes que algo ruim acontece com ela, Marinete imagina que bate na pessoa que fez ela fazer isso. |    |                                     |                       |                        |
| 33 | 33 | "A morte lhe cai mal"               | José Alvarenga Júnior | 23 de novembro de 2004 |
| Solineuza vai viajar, e quando o ônibus faz uma parada, ela acaba ficando no lugar na parada e o ônibus sofre um acidente. Mas quando os repórteres dizem que a única vítima era Solineuza, Marinete acaba pensando que ela morreu, mas na verdade Solineuza só ficou abandonada na parada. |    |                                     |                       |                        |
| 34 | 34 | "Aquele da regressão"               | José Alvarenga Júnior | 30 de novembro de 2004 |
| Marinete tem um patrão que faz regressões, e toda essa história vai fazer Marinete conhecer quem ela foi na vida passada. |    |                                     |                       |                        |
| 35 | 35 | "O namorado de uma patroa minha"    | José Alvarenga Júnior | 7 de dezembro de 2004  |
| A patroa de Marinete arranja um namorado, mas ele acaba se interessando por Marinete. |    |                                     |                       |                        |
| 36 | 36 | "Aquele com o dinheiro"             | José Alvarenga Júnior | 14 de dezembro de 2004 |
| Marinete pega um dinheiro de uns assaltantes, e chega numa casa em que o marido da patroa dela é viciado num dinheiro. Mas quando Marinete vai na padaria comprar pão, a vizinha pega a planta em que Marinete havia escondido o dinheiro. |    |                                     |                       |                        |
| 37 | 37 | "Aquele do Projac"                  | José Alvarenga Júnior | 21 de dezembro de 2004 |
| Marinete vence um concurso de receitas no programa de Ana Maria Braga e é convidada a preparar um prato ao vivo. Chegando nos estúdios, a diarista desconcentra atores, interrompe gravações, invade camarins e acaba expulsa por seguranças. Quando, enfim, consegue chegar à gravação do Mais Você, ela percebe que esqueceu os ingredientes para preparar a receita vencedora e é socorrida por Solineuza, que tenta entrar no Projac e ajudar a amiga. |    |                                     |                       |                        |

### 2005: Segunda temporada
| # | #  | Título                                  | Direção               | Exibição original      |
| --- | -- | --------------------------------------- | --------------------- | ---------------------- |
| 39 | 1  | "Aquele do Paraguai - Parte I"          | José Alvarenga Júnior | 5 de abril de 2005     |
| Marinete, com inveja de sua amiga Deusali, vai para o Paraguai ao mercado Mercosul para comprar coisas para revender, mas as confusões já começam no ônibus, em que o banheiro é sujo, ela senta ao lado de um fumante, e fica presa no bagageiro. Nesse mesmo episódio ela conhece Ipanema (Helena Fernandes), que se torna uma de suas melhores amigas. Enquanto isso, a casa de Marinete é alagada depois que Dalila e Solineuza esquecem a torneira aberta. |    |                                         |                       |                        |
| 40 | 2  | "Aquele do Paraguai - Parte II"         | José Alvarenga Júnior | 12 de abril de 2005    |
| Quando Marinete finalmente chega ao Paraguai, levada pelo trambiqueiro Ramon (Evandro Mesquita), ela acaba alvo do chefe do crime organizado. |    |                                         |                       |                        |
| 41 | 3  | "Aquele das sósias"                     | José Alvarenga Júnior | 19 de abril de 2005    |
| Maria Elizabeth volta de novo, e desta vez com companhia da famosa advogada Sônia Neiva, sósia de Solineuza. |    |                                         |                       |                        |
| 42 | 4  | "É fria, Marinete!"                     | José Alvarenga Júnior | 3 de maio de 2005      |
| A patroa de Marinete fica bêbada e dá de presente sua geladeira moderna. Mas quando a patroa de Marinete volta ao normal, ela quer a geladeira de volta. |    |                                         |                       |                        |
| 42 | 5  | "Diarista alta, solteira, procura..."   | José Alvarenga Júnior | 10 de maio de 2005     |
| Marinete vai ao forró, acompanhada pelas amigas Ipanema e Solineuza. Marinete engata uma conversa com Genásio. Mas, o homem se sente atraído por acreditar que a diarista é alta, já que a viu enquanto estava em cima de um caixote. Graças à superlotação do espaço, os dois não conseguem se aproximar e ficam conversando à distância, por celular, e acabam marcando um encontro. No dia seguinte, Genásio liga para a pretendente e revela seu gosto por mulheres altas. Sentindo-se frustrada, Marinete conta com a ajuda do patrão Arnoldo, que se transforma na drag queen Thalita Lambreta à noite para conquistar Genásio. |    |                                         |                       |                        |
| 44 | 6  | "Aquele dos outros"                     | José Alvarenga Júnior | 17 de maio de 2005     |
| Figueirinha arranja uma faxina para Marinete em uma mansão em Petrópolis, mas mal sabe ela que se trata de um casarão velho e mal-assombrado. Chegando lá, a personagem dá de cara com um grupo um tanto esquisito: a governanta Hilda, o caseiro, a cozinheira e o jardineiro. Apesar dos sustos que a turma lhe dá, ela não se dá conta de que está lidando com almas do outro mundo. O dono da mansão, Olavo, foi quem colocou o anúncio no jornal procurando uma diarista. Ele não vê a hora de se livrar da casa, mas, para isso, precisa dar um jeito na bagunça. |    |                                         |                       |                        |
| 45 | 7  | "O casamento do meu melhor Figueirinha" | José Alvarenga Júnior | 24 de maio de 2005     |
| Seu Figueirinha vai se casar e Marinete logo pensa que será escolhida para madrinha da cerimônia. Mas sua felicidade acaba quando conhece Mafalda, a pretendente do chefe. A moça é uma ex-diarista esnobe, que adora dar ordens em Figueirinha. Ela chega a proibi-lo de convidar seus funcionários para a festa. Mas Nete e Dalila se juntam para desmascarar a dissimulada noiva. O plano começa a se desenrolar quando Mafalda contrata a diarista para arrumar o ninho de amor do casal. Ela só não imagina que o maior problema está por vir: Aloísio, um homem muito forte, que é amante de Mafalda. |    |                                         |                       |                        |
| 46 | 8  | "Aquele do anão"                        | José Alvarenga Júnior | 31 de maio de 2005     |
| Marinete chega à casa de seu próximo patrão, Fagundes, e se depara com uma mulher, aos prantos, deixando o apartamento. Ao entrar, escuta uma voz linda vindo de alto-falantes espalhados pelos cômodos da casa. A paixão é instantânea. Ela não é a única: mulheres ligam a todo o momento para falar com o patrão. Diante de tanta procura e da voz maravilhosa, Nete imagina o galã que está prestes a conhecer. Ela estranha a presença de pequenas geladeiras, ao invés de uma única grande, e das comidas em miniatura que estão dentro dos eletrodomésticos. No entanto, a aparição do patrão é uma surpresa: Fagundes é um anão. |    |                                         |                       |                        |
| 47 | 9  | "Nete, a feia"                          | José Alvarenga Júnior | 7 de junho de 2005     |
| Marinete fará faxina na casa de Heitor. Duas colegas de trabalho de Marinete, que conhecem o homem, antecipam: não passa de um galanteador. Marinete trata de ir com uma roupa bem comportada, mas se decepciona quando percebe que Heitor só repara em sua faxina. Ele fica impressionado com a habilidade da diarista e já pede que volte no dia seguinte, já que dará uma festa de arromba em seu apartamento. |    |                                         |                       |                        |
| 48 | 10 | "Marinete, a musa do verão"             | José Alvarenga Júnior | 14 de junho de 2005    |
| A patroa de Marinete viaja e a diarista vai para praia. Mas quando ela se afoga no mar, é salva por Felipe Dylon, e nesse momento, aparece um paparazzi na praia e publica nas revistas que Nete estaria namorando com Felipe Dylon. |    |                                         |                       |                        |
| 49 | 11 | "Um botoque de classe"                  | José Alvarenga Júnior | 21 de junho de 2005    |
| Marinete está limpando a casa de Silvia, quando percebe que o sabão em pó acabou. Econômica, a patroa lhe dá algumas moedas e pede para que compre o sabão mais barato do mercado. Quando Marinete chega ao supermercado, porém, vê que a marca Altaneiro está em promoção e ainda tem um brinde dentro da caixa. Ela completa o dinheiro que falta e compra o produto. Ao voltar para o serviço, Nete encontra dentro da embalagem um "vale beleza". Ela se entusiasma, mas Silvia fica com o brinde, dizendo que quem pagou pelo sabão foi ela. Mas Marinete vai até a clínica de beleza com Dalila e a diarista se passa por Silvia. O que ela não imagina é que o brinde garante uma aplicação de botox, e seu rosto fica irreconhecível, todo deformado. |    |                                         |                       |                        |
| 50 | 12 | "Marinete é um sucesso"                 | José Alvarenga Júnior | 28 de junho de 2005    |
| Nete está sedenta por conselhos para sua vida amorosa, já que Noílton, seu novo namorado, tem deixado muito a desejar. Ipanema tenta ajudar a amiga e sugere que ela ligue para Sula, apresentadora de um programa de rádio dedicado a ouvintes com problemas no relacionamento. Por coincidência, o trabalho que Figueirinha passa para a diarista é justamente na emissora de rádio. Ela só não sabia que teria que dar uma mão para a apresentadora. A atração está com baixa audiência, e Sula corre o risco de ser despedida. Nete tem que substituí-la às pressas. Do outro lado, Ipanema incentiva Noílton a ligar para a rádio, assim, ele pode ouvir os conselhos de Nete, que está no lugar de Sula. |    |                                         |                       |                        |
| 51 | 13 | "Aquele da revolução"                   | José Alvarenga Júnior | 5 de julho de 2005     |
| Marinete vai a sua primeira reunião da associação de diaristas, faz um sucesso vendendo suas roupas do brechó e discutindo com a presidente da associação. Com o sucesso feito, Marinete é chamada para ser presidente da associação de diaristas do Brasil e acaba ficando famosa no Brasil todo. |    |                                         |                       |                        |
| 52 | 14 | "Aquele do cartão premiado"             | José Alvarenga Júnior | 12 de julho de 2005    |
| Marinete é sorteada com um cartão premiado de compras grátis, o que ela não percebeu é que o cartão é válido somente para pessoas com mais de 95 anos e, temendo que seja presa, Marinete tem que se disfarçar de idosa. |    |                                         |                       |                        |
| 53 | 15 | "Quero ser Solineuza"                   | José Alvarenga Júnior | 19 de julho de 2005    |
| O episódio começa com a diarista fazendo faxina na casa de Laura. De repente, ela passa a enxergar pontos pretos em todos os cantos. Sua patroa chega a ligar para Figueirinha, achando que Nete está enlouquecendo. No ônibus, ela vê insetos imaginários e tenta matá-los com um jornal dobrado. Resultado: é expulsa do coletivo por acertar os passageiros. É de Solineuza a ideia de Nete lhe incorporar por um dia. Mas no médico, Nete descobre que a parceira tem uma doença grave. Solineuza fica desesperada e decide realizar todos os seus desejos. Nete é quem lhe acompanha, seja rolando na areia ou revelando o final de um filme na fila do cinema. |    |                                         |                       |                        |
| 54 | 16 | "Aquele do parto"                       | José Alvarenga Júnior | 26 de julho de 2005    |
| A patroa da vez de Marinete está grávida. Marta está cheia de manias em função do bebê que está para nascer a qualquer momento. Sempre agitada, dá instruções de como ferver mamadeiras e chupetas, e como varrer a sala sem deixar que a poeira vá para o quarto de seu filho. Nete nem imagina que seu dia será corrido, cheio de sucessivos alarmes falsos que a fazem acompanhar Marta várias vezes ao hospital. Reinaldo, o marido de Marta, também é bem agitado. Ele é corretor de imóveis e não para muito em casa, para angústia da esposa, que teme sentir as contrações na ausência do marido. Minutos depois de Reinaldo sair para trabalhar, Nete tem de levar a patroa às pressas para o hospital. Mas o médico diz que tudo não passou de um engano. Quando voltam para casa, novamente Marta sente os sinais e tudo se repete. E no final o filho da patroa de Nete acaba nascendo no elevador.     |    |                                         |                       |                        |
| 55 | 17 | "Aquele do calendário"                  | José Alvarenga Júnior | 2 de agosto de 2005    |
| Ipanema vira um sucesso com suas fotos ilustrando um calendário. Nete chega ao escritório do patrão para pedir seu pagamento, mas se espanta ao receber de imediato um envelope com o dinheiro. É que Figueirinha está disperso, mais preocupado com Ipanema, que está consertando o seu ar condicionado. Até o jornaleiro presenteia a nova musa com uma revista enquanto Marinete questiona o preço de outra. Nete, Solineuza e Ipanema vão ao pagode, mas a única que chama a atenção masculina é a mecânica. Nete e Solineuza ficam loucas de ciúmes, e fazem de tudo para atrair os olhares do sexo oposto. |    |                                         |                       |                        |
| 56 | 18 | "Aquele do clube de nudismo"            | José Alvarenga Júnior | 9 de agosto de 2005    |
| Marinete recebe a missão de trabalhar num clube de nudismo e acaba encontrando por lá Seu Elano, que cobra o aluguel do mês de Nete senão ela vai para rua! |    |                                         |                       |                        |
| 57 | 19 | "Eu, tu, ela"                           | José Alvarenga Júnior | 16 de agosto de 2005   |
| Marinete e Ipanema estão namorando! Só que elas descobrem que é o mesmo homem a qual elas estavam namorando. E daí elas querem fazer vingança com namorado, e aí a diversão e muita confusão. |    |                                         |                       |                        |
| 58 | 20 | "Dente inocente"                        | José Alvarenga Júnior | 23 de agosto de 2005   |
| Figueirinha recebe uma solicitação da embaixada de Marumba, país fictício da África, pedindo uma diarista para uma festa em homenagem à embaixatriz Magamba Norú. Nete é a escolhida para a missão e recebe instruções do chefe do cerimonial de como deverá servir Magamba. No entanto, durante o evento, ela fica nervosa e se desequilibra na frente da homenageada. Ao cair no chão, perde um dente, além de arrebentar o colar de Magamba, feito com presas de guepardo. Na confusão, a diarista pega um dos dentes do colar da embaixatriz por engano. Por sorte, Solineuza está de namorado novo, o dentista Álvaro. O rapaz inicia um tratamento em Nete, mas, durante o processo, o romance termina, já que ele percebe as "pérolas" de Solineuza. Sem dinheiro para pagar a consulta, Nete vê apenas uma saída para seu problema: convencer o dentista de que sua amiga não é tão burra quanto ele pensa. |    |                                         |                       |                        |
| 59 | 21 | "Aquele do capacete"                    | José Alvarenga Júnior | 30 de agosto de 2005   |
| Marinete vai trabalhar numa casa repleta de relíquias, entre elas o capacete de Ayrton Senna, que o patrão arrematou num leilão. Mateus, o secretário da casa, alerta para ela não mexer em nenhuma das peças valiosas. A diarista, porém, não se controla e experimenta o tal capacete. Nete entra em desespero quando não consegue tirá-lo da cabeça. No mesmo dia, ela vai batizar a filha de uma amiga e é aguardada na igreja. Enquanto isso, na tentativa de se livrar do capacete, Nete aciona Ipanema, que também está a caminho do evento. Sem saída, a diarista acaba indo para a igreja de capacete, com Mateus lhe perseguindo. |    |                                         |                       |                        |
| 60 | 22 | "O Diaristo"                            | José Alvarenga Júnior | 6 de setembro de 2005  |
| Figueirinha perde no jogo sua agência de diaristas. Marinete é obrigada a se disfarçar de homem para arrumar emprego, já que o novo dono da empresa, Juparanã, decide só contratar funcionários do sexo masculino. Após bater de porta em porta à procura de serviço, Nete vira Marioneto. Ela é chamada para trabalhar com Merinho, como garçom, na inauguração de um forró. Lá, dá de cara com Ipanema e Solineuza, que não a reconhecem. E não é só Merinho que se sente atraído por Marioneto... Solineuza também se anima e começa a investir na versão masculina de sua amiga. |    |                                         |                       |                        |
| 61 | 23 | "Aquele da cadeia"                      | José Alvarenga Júnior | 13 de setembro de 2005 |
| Marinete é confundida com uma prostituta na rua e acaba indo parar na cadeia. Solineuza até tenta ajudar Nete a escapar da cadeia, mas é enganada pelo ex-namorado de Marinete, que coloca Solineuza na cadeia também. |    |                                         |                       |                        |
| 62 | 24 | "Aquele da cafeína"                     | José Alvarenga Júnior | 20 de setembro de 2005 |
| Seu Figueirinha chama Marinete para defender ele no tribunal, porém na noite anterior Marinete não dorme direito e para acabar com o sono ela toma muio café e fica acelerada até demais. Na hora do julgamento, Marinete decide ficar contra Seu Figueirinha, já que descobre que ele não lhe paga hora extra. |    |                                         |                       |                        |
| 63 | 25 | "Trago a diarista amada em três dias"   | José Alvarenga Júnior | 27 de setembro de 2005 |
| Ozinaldo, um namorando gostosinho, mas pra lá de grudento, tenta se instalar na casa de Marinete. Indignada, ela o coloca para correr, acabando com as esperanças do rapaz. Arrasado, o cara vê num poste o anúncio que pode salvar sua vida: “Trago a pessoa amada em três dias”. A cartomante do folheto não é ninguém menos do que Dalila, mas eles não se conhecem. A vizinha de Marinete faz uma mandinga tão eficaz que faz a diarista cair de amores por ele. |    |                                         |                       |                        |
| 64 | 26 | "Asilo é, se lhe parece"                | José Alvarenga Júnior | 11 de outubro de 2005  |
| Marinete vai trabalhar em um asilo e chama Solineuza para dividir o serviço com ela. Só que essas duas juntas vão aprontar muitas confusões com os idosos. |    |                                         |                       |                        |
| 65 | 27 | "Aquele do raio X"                      | José Alvarenga Júnior | 18 de outubro de 2005  |
| Marinete bate a cabeça na escada enquanto Ipanema trocava a lâmpada de sua casa, e Ipanema manda Nete ir para o hospital tentar bater raio X. Mas o hospital está lotado e Marinete encontra de novo sua inimiga Gislene, que tenta arrumar um atestado médico para fingir que não foi ao serviço porque quebrou o braço. |    |                                         |                       |                        |
| 66 | 28 | "Hable Con Elza"                        | José Alvarenga Júnior | 25 de outubro de 2005  |
| Marinete vai trabalhar na casa do importante geneticista Montarini e deixa o patrão transtornado ao ser responsável pelo desaparecimento de Elza, uma galinha clonada que ele pretendia apresentar em um congresso de cientistas. |    |                                         |                       |                        |
| 67 | 29 | "Ipanema 500 metros"                    | José Alvarenga Júnior | 1 de novembro de 2005  |
| Marinete e Ipanema são sequestradas pelos ladrões que roubaram a limousine. |    |                                         |                       |                        |
| 68 | 30 | "Aquele da cegueira"                    | José Alvarenga Júnior | 8 de novembro de 2005  |
| Marinete fica cega, no mesmo dia a Dalila perde a voz e tem que depender da Solineuza. |    |                                         |                       |                        |
| 69 | 31 | "Aquele do quartel"                     | José Alvarenga Júnior | 15 de novembro de 2005 |
| Marinete recebe a difícil missão de ir trabalhar no quartel, mas acaba sendo confundida com uma mulher que quer se alistar. No final, Nete vai trabalhar na casa da sargenta e dá uma surra nela. |    |                                         |                       |                        |
| 70 | 32 | "Aquele das piadas"                     | José Alvarenga Júnior | 22 de novembro de 2005 |
| Nete entra num concurso de piadas e é desafiada por seu concorrente. Então ela lê todos os livros de piada que tem na banca e conta tudo que é tipo de piada, e acaba perdendo as amigas e o emprego e vai para uma clínica de reabilitação de contadores de piadas. |    |                                         |                       |                        |
| 71 | 33 | "Aquele do assalto"                     | José Alvarenga Júnior | 29 de novembro de 2005 |
| Marinete vai trabalhar na casa de um patrão, e quando chega no apartamento, é assaltada por um assaltante, que acaba reconhecendo Marinete, pois o assaltante é o primo dela. |    |                                         |                       |                        |
| 72 | 34 | "Infeliz aniversário, Marinete"         | José Alvarenga Júnior | 6 de dezembro de 2005  |
| Chega o dia do aniversário de Marinete e ela se tranca dentro de casa. Mas Figueirinha, Ipanema, Dalila e Solineuza querem comemorar o aniversário de Nete assim mesmo, e Ipanema tem uma ideia: ela bola um plano para trancar Marinete dentro de um bolo gigante para que na hora da festa, seja surpreendida no forró por seus amigos. Mas o namorado de Solineuza, que trabalha numa fábrica de bolos gigantes, acaba trocando as placas e acontece outra desgraça no aniversário de Marinete: ela vai parar numa despedida de solteiro! |    |                                         |                       |                        |
| 73 | 35 | "Que diarista sou eu?"                  | José Alvarenga Júnior | 13 de dezembro de 2005 |
| Marinete vai trabalhar na casa do padeiro e bate com a cabeça num quadro, e fica com amnésia. O padeiro acaba se aproveitando da situação e pede Marinete em casamento. Solineuza também se aproveita da situação e faz Marinete tratá-la bem. |    |                                         |                       |                        |
| 74 | 36 | "Nete vira estrela de televisão"        | José Alvarenga Júnior | 20 de dezembro de 2005 |
| Marinete é surpreendida por Figueirinha quando ele a inscreveu num reality show parecido com o Big Brother Brasil, mas só que com uma pessoa e essa pessoa é uma diarista. Mas o pessoal se aproveita da situação e todo mundo aparece no programa, e seus patrões fingem que a tratam bem porque senão terão a imagem suja. |    |                                         |                       |                        |

### 2006: Terceira temporada
| # | #  | Título                      | Direção               | Exibição original      |
| --- | -- | --------------------------- | --------------------- | ---------------------- |
| 75 | 1  | "Aquele da calma"           | José Alvarenga Júnior | 4 de abril de 2006     |
| Marinete decide ser uma pessoa mais calma após perder um homem, mas logo aparece Gislene que vai infernizar sua vida no trabalho, e Dalila vai fazer de tudo para ajudar Marinete, mas no final, ela acaba voltando a ser como sempre foi. |    |                             |                       |                        |
| 76 | 2  | "Fumo zero"                 | José Alvarenga Júnior | 11 de abril de 2006    |
| Marinete já começa com o dia ruim, com Dalila fumando em sua casa, e para piorar ela ganha uma diária para cuidar de uma mulher viciada em cigarro e depois o vicio do fumo sobra para Marinete, ela fuma, fica presa e grita que quer fumar, Dalila e Ipanema tentam acalma-la e ajudar a Marinete parar de fumar e no final o vicio do fumo também passa para Ipanema, no final ela e a Dalila fumam na casa da Nete. |    |                             |                       |                        |
| 77 | 3  | "Aquele da secretária"      | José Alvarenga Júnior | 18 de abril de 2006    |
| Marinete vira secretária após ser comparada a uma velha amiga diarista. |    |                             |                       |                        |
| 78 | 4  | "Aquele do anel"            | José Alvarenga Júnior | 25 de abril de 2006    |
| Marinete empresta o anel de Ipanema para o seu novo namorado, e justamente quando Ipanema precisava do anel para pagar a dívida de sua Kombi, o namorado de Nete morre e fica com o anel junto. |    |                             |                       |                        |
| 79 | 5  | "Bolo da discórdia"         | José Alvarenga Júnior | 2 de maio de 2006      |
| Marinete vai trabalhar na casa de uma patroa que precisa da receita do bolo que Marinete faz para poder salvar seu casamento. Mas ela não esperava fazer esse bolo para o casamento da Solineuza, somente para livrar-se dela. Quando Marinete diz para Solineuza buscar seu bolo na casa dela, Solineuza acaba falando para a patroa de Marinete onde está a chave do apartamento e a patroa de Nete pega o bolo e Marinete acaba não sabendo disso. |    |                             |                       |                        |
| 80 | 6  | "Números primos"            | José Alvarenga Júnior | 9 de maio de 2006      |
| O primo de Marinete vai visitá-la e causa muita confusão. |    |                             |                       |                        |
| 81 | 7  | "Marinete não chega!"       | José Alvarenga Júnior | 16 de maio de 2006     |
| Marinete vai trabalhar na casa de uma patroa que mora no Centro da Cidade, mas acontece vários imprevistos no caminho, fazendo com que Marinete não chegasse ao trabalho. |    |                             |                       |                        |
| 82 | 8  | "O que o Figueirinha tem?"  | José Alvarenga Júnior | 23 de maio de 2006     |
| Figueirinha se machuca numa montanha-russa num parque de diversões e acaba tendo que ir parar num hospital, e Marinete é obrigada a cuidar dele em sua casa, mas ela logo descobre que era uma armação dele junto com Michelly (Isabela Garcia), para que ela possa colocar silicones nos seios. Como castigo, Figueirinha é obrigado a vender acarajés na praia junto com Nete e Dalila, e é chamado para cantar "O que a Baiana tem" e acaba caindo do palco. No hospital, o médico acaba fazendo uma operação trocada: coloca silicones em Seu Figueirinha e engessa Michelly. |    |                             |                       |                        |
| 83 | 9  | "Aquele do papagaio"        | José Alvarenga Júnior | 30 de maio de 2006     |
| A patroa de Marinete tem um papagaio, e pede para que Marinete cuide dele. Mas quando Nete diz que a patroa dela é maluca, o papagaio começa a repetir "Patroa Maluca" e Marinete tem que fazer com que o papagaio pare de repetir isso senão ela é despedida. |    |                             |                       |                        |
| 84 | 10 | "Saia injusta"              | José Alvarenga Júnior | 6 de junho de 2006     |
| A patroa de Marinete pede que ela passe sua saia favorita. Mas quando Marinete conversa com Solineuza pelo telefone, Nete deixa cair o ferro na saia e acidentalmente queima a saia de sua patroa. |    |                             |                       |                        |
| 85 | 11 | "Aquele da chuva"           | José Alvarenga Júnior | 13 de junho de 2006    |
| Marinete fica presa na casa da patroa por causa de uma forte chuva e tem uma das noites mais atormentadas de sua vida. |    |                             |                       |                        |
| 86 | 12 | "Faxinando com a inimiga"   | José Alvarenga Júnior | 20 de junho de 2006    |
| Marinete vai trabalhar na casa de uma patroa que já tem uma empregada há muito tempo, e essa empregada é chata demais. Mas os patrões nem pensam em despedir ela. |    |                             |                       |                        |
| 87 | 13 | "Aquele da copa"            | José Alvarenga Júnior | 27 de junho de 2006    |
| É o dia do jogo do Brasil e Marinete quer ver o jogo junto com seus amigos, mas Seu Figueirinha não falou que ela seria liberada para ver o jogo, e o pior é que a patroa dela não liberou ela para ver o jogo com Ipanema e Solineuza. |    |                             |                       |                        |
| 88 | 14 | "Aquele da nova chefe"      | José Alvarenga Júnior | 4 de julho de 2006     |
| Figueirinha entra de férias e uma das diaristas da agência iria ser a nova chefe. Marinete esperava que iria ser ela, mas quem fica sendo a nova chefe é a Gislene. Agora, Marinete vai ter muito trabalho para aguentar sua nova chefe... Para piorar, a diária de Marinete vai ser na casa da própria Gislene. |    |                             |                       |                        |
| 89 | 15 | "Luz, câmera, inanição"     | José Alvarenga Júnior | 11 de julho de 2006    |
| Marinete havia planejado viajar com Solineuza e Ipanema. Ela vai trabalhar na casa de um cineasta e pede para que ele dê o dinheiro das passagens para Ipanema, mas ele acaba gastando o dinheiro em uma nova produção. |    |                             |                       |                        |
| 89 | 15 | "Luz, câmera, inanição"     | José Alvarenga Júnior | 11 de julho de 2006    |
| Marinete havia planejado viajar com Solineuza e Ipanema. Ela vai trabalhar na casa de um cineasta e pede para que ele dê o dinheiro das passagens para Ipanema, mas ele acaba gastando o dinheiro em uma nova produção. |    |                             |                       |                        |
| 90 | 16 | "Aquele do Latino"          | José Alvarenga Júnior | 18 de julho de 2006    |
| Marinete descobre que seu patrão do dia é o cantor Latino. Ela, que é fã do artista, fica muito emocionada e começa a fazer várias besteiras na casa do famoso. |    |                             |                       |                        |
| 91 | 17 | "Aquele da pressa"          | José Alvarenga Júnior | 25 de julho de 2006    |
| Marinete vai trabalhar num apartamento gigante de uma patroa, justo no dia em que ela tinha marcado um encontro com seu namorado, e precisa se apressar. |    |                             |                       |                        |
| 92 | 18 | "Mari.net"                  | José Alvarenga Júnior | 1 de agosto de 2006    |
| A patroa de Marinete começa a frequentar um site de relacionamentos e pede para que Marinete vá ao encontro dela com seu ex-marido, e a diarista pede que o ex-marido de sua patroa leve alguma coisa para Marinete o reconhecer, e ela diz para ele levar uma ferradura. Mas Marinete vê um outro homem com uma ferradura e acha que o ricaço é o ex-marido de sua patroa, e provoca uma grande confusão. |    |                             |                       |                        |
| 93 | 19 | "Aquele da perseguição"     | José Alvarenga Júnior | 8 de agosto de 2006    |
| Depois de ficar mais de uma semana sem receber diárias, Marinete chega a uma decisão: ela vai ficar perseguindo Figueirinha enquanto ele não paga as diárias. |    |                             |                       |                        |
| 94 | 20 | "Fique com Nete esta noite" | José Alvarenga Júnior | 3 de outubro de 2006   |
| Com a vida de cabeça para baixo, Nete chega à conclusão de que o seu problema é falta de homem e vai à luta atrás de um. |    |                             |                       |                        |
| 95 | 21 | "Aquele da amante"          | José Alvarenga Júnior | 10 de outubro de 2006  |
| Marinete está apaixonada pelo seu novo namorado, mas descobre que o homem é casado com sua patroa, que é muito vingativa. |    |                             |                       |                        |
| 96 | 22 | "Andaime paciência"         | José Alvarenga Júnior | 17 de outubro de 2006  |
| Marinete faz uma aposta com Ipanema e precisa desesperadamente conquistar um homem bonito. É isso ou aturar Solineuza na fila do posto de saúde. |    |                             |                       |                        |
| 97 | 23 | "Aquele da Sandy"           | José Alvarenga Júnior | 24 de outubro de 2006  |
| Marinete está caminhando para o trabalho, procurando o número da casa de sua patroa, quando um táxi estaciona ao seu lado. De dentro do carro sai uma moça que, ao abrir a porta, derruba a diarista em uma poça de lama. As duas caem e é logo reconhecida pela diarista: a cantora Sandy. Marinete machuca o cotovelo e Sandy resolve levá-la para o hospital. Atordoada com a gentileza, a diarista olha em volta desconfiando que esteja sendo vítima de alguma "pegadinha". |    |                             |                       |                        |
| 98 | 24 | "Pelíssima"                 | José Alvarenga Júnior | 31 de outubro de 2006  |
| Marinete aproveita a ida ao trabalho para promover seu mais novo negócio: o Tônico Marinete, um creme hidratante caseiro feito por Dalila. A diarista anuncia o produto no ônibus e os clientes compram todos os potes que Marinete tinha levado para vender. A receita foi tirada de uma revista feminina e o produto é um sucesso. No trabalho, a diarista tenta ajudar seus patrões a engravidarem. |    |                             |                       |                        |
| 99 | 25 | "Garoto de Ipanema"         | José Alvarenga Júnior | 7 de novembro de 2006  |
| Ipanema vai à casa de Marinete pegar emprestada uma roupa para ir a um casamento. A diarista, no entanto, está sem tempo para ajudar a amiga, que resolve sair para comprar um modelito. Ipanema consegue encontrar um vestido, mas fica em dúvida se é adequado para a ocasião. Ela quer a opinião da diarista, mas Marinete está trabalhando na casa de Guilherme (Luigi Baricelli) e não pode ajudá-la. Ao se encontrarem, Ipanema se envolve com o patrão de Marinete, que é comprometido com a fútil Claudinha (Bárbara Borges). |    |                             |                       |                        |
| 100 | 26 | "Aquele do avião"           | José Alvarenga Júnior | 14 de novembro de 2006 |
| Marinete viaja pela primeira vez de avião e Dalila, Solineuza e Ipanema vão levá-la ao aeroporto. A diarista foi convidada pelo novo namorado, o piloto Alencastro (Paulo Betti), para ir a Aracaju. Logo no embarque, Marinete é recebida pelos comissários Jaqueline (Marisa Orth) e Francis (Paulo Gustavo). A diarista prontamente se identifica como namorada do comandante mas não imagina que esteja provocando ciúmes em Jaqueline. |    |                             |                       |                        |
| 101 | 27 | "Aquele do filme adulto"    | José Alvarenga Júnior | 21 de novembro de 2006 |
| Depois de não conseguir trabalho pela segunda vez, um diretor de cinema aborda Marinete, e diz estar precisando de uma atriz exatamente como Marinete e a convida para participar do filme que está produzindo. Acompanhada por Solineuza, a diarista chega ao estúdio, e encontra uma amiga diarista, Laudicéia (Nívea Stelmann), pelo corredor. Laudicéia desdenha Marinete dizendo que é a grande estrela do estúdio e que lá é conhecida como Desirèe Flower. Ela faz pouco caso do papel da diarista e Marinete vai para o estúdio determinada a mostrar para Laudicéia que pode atuar melhor do que ela. Na hora da gravação, Marinete conhece a pessoa com quem irá contracenar e, para o espanto de Solineuza, é seu novo namorado Uécsley (Marcelo Assumpção).                |    |                             |                       |                        |
| 102 | 28 | "Quem rouba, tem!"          | José Alvarenga Júnior | 28 de novembro de 2006 |
| Jonas (Antônio Pedro) e Jane (Nicette Bruno) são dois idosos que estão completando 45 anos de casado e resolvem festejar. No entanto, eles passaram a vida enganando as pessoas para conseguir o que queriam e todos os trambiques que armaram em nada contribuíram para uma vida melhor. Mesmo sem dinheiro para nenhum tipo de comemoração, o casal decide pedir uma pizza por telefone. Quando a campainha toca, eles começam a pensar em algum plano para receber o entregador, mas quem está do outro lado da porta é Marinete. |    |                             |                       |                        |
| 103 | 29 | "Aquele dos italianos"      | José Alvarenga Júnior | 5 de dezembro de 2006  |
| Marinete e Figueirinha têm uma missão juntos: les precisam criar um plano para ajudar um cliente que vai receber sua família inteira da Itália e não pode revelar seu grande segredo. |    |                             |                       |                        |
| 104 | 30 | "Até que a Nete os separe"  | José Alvarenga Júnior | 12 de dezembro de 2006 |
| Marinete está na cozinha falando no celular com Dalila quando sua patroa Betty (Cristiana Oliveira) pega as panelas que estão no fogão e as leva para sala. A diarista não entende nada e segue a patroa para ver o que está acontecendo. Ao chegar na sala, Betty e seu marido Beto (Humberto Martins) estão tendo uma longa discussão, dividindo todos os seus pertences. Os patrões, que planejam se divorciar, brigam por cada utensílio da casa, cada móvel, cada objeto e a diarista não fica fora dessa. Betty diz que Marinete foi indicada pela sua mãe e Beto argumenta que foi ele quem ligou para a agência contratando a diarista. Nete fica irritada com a bagunça dos patrões e resolve ir para casa, pedindo que eles a avisem quando decidirem qual será seu destino. |    |                             |                       |                        |
| 105 | 31 | "Escória de Natal"          | José Alvarenga Júnior | 19 de dezembro de 2006 |
| Marinete e companhia entram no clima das festas de final de ano e organizam um auto de Natal. Enquanto Dalila, Ipanema e Solineuza terminam de arrumar o cenário do presépio, a diarista vai a uma loja de fantasias comprar uma asa de anjo para usar na apresentação. |    |                             |                       |                        |

### 2007: Quarta temporada
| # | #  | Título                       | Direção               | Exibição original   |
| --- | -- | ---------------------------- | --------------------- | ------------------- |
| 107 | 1  | "Aquele da volta das férias" | José Alvarenga Júnior | 10 de abril de 2007 |
| Marinete, junto com Ipanema, Dalila, Solineuza vão passar férias em um hotel no qual o dono é amigo de Seu Figueirinha, mas as férias acabam em confusão naquele lugar horrível. Para começar, Dalila rouba a barraca de Marinete, que acaba dormindo no sol, e fica queimada, que se vinga raspando a cabeça da amiga, que ganha o concurso "Mamãe Quero Ser Roberto Carlos". Solineuza engole um apito e Ipanema não consegue pegar ninguém. Já Figueirinha acaba trancado no quarto e escreve no chão sobre todas as garotas que pegou. |    |                              |                       |                     |
| 108 | 2  | "Aquele dos vizinhos"        | José Alvarenga Júnior | 17 de abril de 2007 |
| Marinete vai trabalhar na casa de uma família árabe. Os novos patrões estão acertando o casamento de sua filha com um vizinho, de origem judaica. Em meio a tantos preparativos para o casório, Nete faz a maior bagunça na casa e deixa as duas famílias em guerra. Além disso, Abdul, um dos patrões, se encanta por Marinete e pede que Figueirinha promova a união dos dois. |    |                              |                       |                     |
| 109 | 3  | "O teu cabelo não nega"      | José Alvarenga Júnior | 24 de abril de 2007 |
| Marinete caiu no conto do vigário: depois de fazer faxina num salão de beleza, a diarista recebeu o pagamento em forma de aplique. Malandra, a dona do salão convence Marinete de que as mechas de diferentes cores e tamanhos são a última moda. No entanto, Marinete pega piolho e contamina a todos. |    |                              |                       |                     |
| 110 | 4  | "Aquele do presidente"       | José Alvarenga Júnior | 1 de maio de 2007   |
| A diarista descola um trabalho no hotel em que o presidente do Brasil está hospedado. Na tentativa de invadir o quarto e bisbilhotar seus pertences, Nete acaba derrubando água num discurso importante. Ao ouvir barulho na porta, ela se esconde e seu celular cai nas mãos do presidente. Enquanto tenta desesperadamente recuperar o aparelho – e evitar ligações internacionais – Marinete tira onda com as amigas. Ipanema, Dalila e Solineuza também querem conhecer de perto o hóspede ilustre e fazem a maior bagunça no hotel. Figueirinha decide ter uma conversinha com o presidente, afinal, a agência está endividada até a alma. |    |                              |                       |                     |
| 111 | 5  | "Mãe só tem duas"            | José Alvarenga Júnior | 8 de maio de 2007   |
| Marinete recebe uma misteriosa carta perdida há 15 anos, e quando vai ler, a carta diz que Marinete tinha sido trocada na maternidade e que sua mãe verdadeira se chama Jupiara dos Santos. Marinete, então, toma a decisão de procurar essa mulher. |    |                              |                       |                     |
| 112 | 6  | "Marinete rouba a cena"      | José Alvarenga Júnior | 15 de maio de 2007  |
| Toda vez é a mesma coisa: Marinete é assaltada no ônibus e na rua. Pelo menos três vezes por dia! A diarista já tem até a grana do ladrão separada para agilizar o processo. Dessa vez, até a agência do Figueirinha foi atacada. Sem roupa e sem dinheiro, eles descobrem uma chance de conseguir uns trocados quando um cliente aparece. Ele está hospedando uma amiga gringa, que veio ao Brasil procurando fortes emoções, e precisa de uma faxina urgente. |    |                              |                       |                     |
| 113 | 7  | "Aquele da televisão"        | José Alvarenga Júnior | 22 de maio de 2007  |
| Marinete ganha uma televisão num concurso de rádio. Como o aparelho é muito grande para o pequeno apartamento da diarista, Marinete pede ajuda às amigas Dalila, Ipanema e Solineuza para carregar a televisão até sua sala. Enquanto isso, Figueirinha tenta enganar a diarista para comprar o aparelho por um valor muito baixo. O dono da agência pensa em presentear sua avó, já que a sua televisão está quebrada. Sem dinheiro para consertá-la, mas sem querer frustrar sua avó, Figueirinha e seu amigo Palito entram no aparelho e forjam diariamente um telejornal.                                                                   |    |                              |                       |                     |
| 114 | 8  | "Aquele da doida"            | José Alvarenga Júnior | 29 de maio de 2007  |
| Marinete vai trabalhar na casa de Dona Elvira, que tem uma estranha mania: ela veste figurinos bastante estranhos, como quimono de judô, uniforme de gari e vestido de princesa. Isso sem contar com o marido – uma urna funerária, que Solineuza se apaixona – e um cachorro invisível. |    |                              |                       |                     |
| 115 | 9  | "Aquele do Pan"              | José Alvarenga Júnior | 12 de junho de 2007 |
| Marinete, Ipanema, Dalila e Solineuza aproveitam os Jogos Pan-Americanos para descolar uns trocados e, quem sabe, uns gatinhos. Nete trata logo de pegar a vassoura e limpar a área, Ipanema faz maratona nos estádios para conhecer os músculos dos gringos, Dalila ataca de baiana para vender acarajé e Solineuza fica perdida no meio da multidão. |    |                              |                       |                     |
| 116 | 10 | "Aquele do casal 20"         | José Alvarenga Júnior | 19 de junho de 2007 |
| Na TV, eles são o maior grude e deixam os fãs cheios de inveja de tanto amor. Entre quatro paredes, o casal 20 vive entre tapas e beijos. Ela é contratada para fazer faxina na casa de Sônia Laura (Carolina Ferraz) e Cláudio Celso (Murilo Rosa), mas o que seria uma grande honra se transforma num pesadelo. |    |                              |                       |                     |
| 117 | 11 | "Tem menor"                  | José Alvarenga Júnior | 26 de junho de 2007 |
| Lucila (Ângela Vieira) é uma patroa muito exigente. Ela contrata Marinete e Solineuza para agilizarem a faxina de sua casa. Por causa da lentidão de Solineuza, Marinete realiza o trabalho sozinha. Enquanto isso, a "Poia" compra dois estojos de maquiagem de uma diarista que trabalha no apartamento vizinho ao de Lucila e experimenta as sombras e batons. |    |                              |                       |                     |
| 118 | 12 | "O bebê de Marinete"         | José Alvarenga Júnior | 3 de julho de 2007  |
| Marinete já começa o dia com o pé esquerdo. A diarista chega à casa do patrão e percebe que tem muito trabalho pela frente, mas antes ela toma um cafezinho, afinal ninguém é de ferro. Só que em vez de Marinete ficar quietinha na cozinha fazendo seu lanche, ela adianta o serviço com o copo na mão e acaba derramando café numa almofada chinesa, que é o xodó do seu patrão. |    |                              |                       |                     |
| 119 | 13 | "Aquele do engarrafamento"   | José Alvarenga Júnior | 11 de julho de 2007 |
| Marinete está ansiosa para conhecer a mãe de seu novo namorado, o Wantuílson. Para não correr o risco de chegar atrasada ao encontro, ela pede à patroa para sair mais cedo do trabalho. Mas, antes de seu compromisso, a diarista resolve levar a vizinha Dalila ao médico, já que não consegue mais dormir com os berros da enferma durante a noite. As duas pegam um ônibus sem imaginar o caos que está por vir. |    |                              |                       |                     |
| 120 | 14 | "Aquele da academia"         | José Alvarenga Júnior | 17 de julho de 2007 |
| Marinete vai trabalhar numa comunidade alternativa bem engraçada. A diarista fica impressionada com a sujeira da casa e com as figuras bizarras que habitam o lugar. Lá tem de tudo um pouco: adoradores do Rei Sol, pessoas que se alimentam de luz e vento e que não curtem tomar banho. Mas esse tipo de serviço já não impressiona a diarista. Afinal, o seu patrão, Figueirinha, costuma sempre arranjar bicos bastante inusitados para a moça. |    |                              |                       |                     |
| 121 | 15 | "Sangue bom para burro"      | José Alvarenga Júnior | 31 de julho de 2007 |
| Marinete sonha em ganhar um prêmio para melhorar de vida, mas é atrapalhada pela Solineuza. O desejo da diarista é um carro zero, que é a recompensa para quem vencer um concurso de perguntas e respostas organizado por um supermercado. |    |                              |                       |                     |